# Brent Bookwalter
Brent Bookwalter (Albuquerque, Nou Mèxic, 16 de febrer de 1984) és un ciclista estatunidenc, professional des del 2005 fins al 2021.
En el seu palmarès destaca el campionat nacional de contrarellotge sub-23 i algunes places d'honor en l'absolut.

## Palmarès
- 2006
  -  Campió dels Estats Units sub-23 en contrarellotge
  - 1r al Tour de Shenandoah i vencedor d'una etapa
- 2009
  - Vencedor d'una etapa al Tour de Utah
- 2013
  - Vencedor d'una etapa al Tour de Qatar
- 2015
  - Vencedor d'una etapa a l'USA Pro Cycling Challenge
- 2017
  - Vencedor d'una etapa al Tour de Utah

### Resultats al Tour de França
- 2010. 147è de la classificació general
- 2011. 114è de la classificació general
- 2013. 91è de la classificació general
- 2016. 117è de la classificació general

### Resultats al Giro d'Itàlia
- 2010. 95è de la classificació general
- 2014. 68è de la classificació general
- 2015. 66è de la classificació general
- 2019. No surt (16a etapa)
- 2020. No surt (6a etapa)

### Resultats a la Volta a Espanya
- 2012. 78è de la classificació general
- 2018. 66è de la classificació general